# Skoki na ścieżce i trampolinie na World Games 2009
Skoki na ścieżce i trampolinie na World Games 2009, odbyły się w dniach 17 – 22 lipca w hali Kaohsiung Arena. Tabelę medalową zdominowali gimnastycy reprezentujący Federację Rosyjską, którzy wygrali cztery z sześciu konkurencji.  

## Uczestnicy
| - Polska - Australia - Białoruś - Brazylia - Bułgaria - Kanada - Chiny - Dania - Hiszpania | - Francja - Wielka Brytania - Gruzja - Niemcy - Włochy - Japonia - Kazachstan - Holandia - Nowa Zelandia | - Portugalia - Południowa Afryka - Rosja - Szwajcaria - Szwecja - Ukraina - Uzbekistan - Stany Zjednoczone |

## Medaliści zawodów
| Konkurencja                      | Złoto                                       | Srebro                                        | Brąz                                              |
| Skoki synchroniczne mężczyzn     | Japonia · Masaki Ito · Shunsuke Nagasaki    | Francja · Sebastien Martiny · Gregoire Pennes | Niemcy · Martin Gromowski · Dennis Luxon-Pitkamin |
| Skoki synchroniczne kobiet       | Ukraina · Julija Domczewska · Ołena Mowchan | Chiny · Gu Qingwen · Jiang Yiqi               | Niemcy · Carina Baumgartner · Jessica Simon       |
| Skoku na ścieżce mężczyzn        | Andriej Kryłow                              | Michael Barnes                                | Wiktor Kyforenko                                  |
| Skoki na ścieżce kobiet          | Anna Ruskorobiejnikowa                      | Andżelika Russołdatkina                       | Emily Cansmith                                    |
| Podwójna minitrampolina mężczyzn | Kirił Iwanow                                | Nuno Lico                                     | Nico Gaertner                                     |
| Podwójna minitrampolina kobiet   | Wiktoria Woronina                           | Sarah Prosen                                  | Aubree Balkan                                     |

### Tabela medalowa zawodów
| Poz. | Państwo           |   |   |   | Łącznie |
| ---- | ----------------- | - | - | - | ------- |
| 1    | Rosja             | 4 | 1 | 0 | 5       |
| 2    | Ukraina           | 1 | 0 | 1 | 2       |
| 3    | Japonia           | 1 | 0 | 0 | 1       |
| 4    | Stany Zjednoczone | 0 | 1 | 1 | 2       |
| 5    | Francja           | 0 | 1 | 0 | 1       |
| 5    | Chiny             | 0 | 1 | 0 | 1       |
| 5    | Wielka Brytania   | 0 | 1 | 0 | 1       |
| 5    | Portugalia        | 0 | 1 | 0 | 1       |
| 9    | Niemcy            | 0 | 0 | 3 | 3       |
| 10   | Kanada            | 0 | 0 | 1 | 1       |